# Hilton Worldwide
Hilton Worldwide Holdings Inc. (anciennement Hilton Hotels Corporation) est une entreprise hôtelière américaine qui gère et franchise un large portefeuille d'hôtels et de complexes hôteliers.
Fondée par Conrad Hilton en mai 1919, l'entreprise est aujourd'hui dirigée par Christopher J. Nassetta. Son siège social est situé à Tysons, en Virginie, aux États-Unis.
Au 31 décembre 2023, le portefeuille de l'entreprise comprenait 7 530 établissements (dont des propriétés en multipropriété) totalisant 1 182 937 chambres dans 118 pays et territoires. Hilton possède ou loue 51 établissements, gère 800 établissements et franchise 6 679 établissements à des franchisés ou entreprises indépendantes.
Hilton possède 22 marques réparties sur différents segments de marché, dont Conrad Hotels & Resorts, Canopy by Hilton, Curio, Hilton Hotels & Resorts, DoubleTree by Hilton, Embassy Suites by Hilton, Hilton Garden Inn, Hampton by Hilton, Homewood Suites by Hilton, Home2 Suites by Hilton, Hilton Grand Vacations Club, Hilton Vacation Club, Hilton Club, LXR Hotels and Resorts by Hilton, Waldorf Astoria Hotels & Resorts, Signia by Hilton, Tru by Hilton, Tapestry Collection by Hilton, Tempo by Hilton, Motto by Hilton et Spark by Hilton.
Sa principale filiale est Hilton Hotels & Resorts.